# Wenigzell
Wenigzell – gmina w Austrii, w kraju związkowym Styria, w powiecie Hartberg-Fürstenfeld. Liczy 1432 mieszkańców (1 stycznia 2015).